# AZS Olsztyn w sezonie 2019/2020

## Transfery

### Przyszli
| Imię i nazwisko    | Poprzedni klub             |
| ------------------ | -------------------------- |
| Remigiusz Kapica   | SMS PZPS Spała             |
| Tomasz Kowalski    | MKS Będzin                 |
| Michał Kozłowski   | AZS UWM Olsztyn (juniorzy) |
| Mateusz Mika       | Asseco Resovia Rzeszów     |
| Mohammad Musawi    | Szahrdari Urmia            |
| Wojciech Żaliński  | Cerrad Czarni Radom        |
| w trakcie sezonu   |                            |
| Wiktor Janiszewski | AZS UWM Olsztyn (juniorzy) |

### Odeszli
| Imię i nazwisko  | Lata gry w klubie       | Nowy klub                          |
| ---------------- | ----------------------- | ---------------------------------- |
| Radosław Gil     | 2018 – 2019             | BKS Visła Bydgoszcz                |
| Mateusz Kańczok  | 2017 – 2019             | Lechia Tomaszów Mazowiecki         |
| Serhij Kapełuś   | 2018 – 2019             | BBTS Bielsko-Biała                 |
| Marcel Lux       | 2018 – 2019             | VK ČEZ Karlovarsko                 |
| Jakub Urbanowicz | 2011 – 2013 2018 – 2019 | BKS Visła Bydgoszcz                |
| Sebastian Warda  | 2018 – 2019             | Grupa Azoty ZAKSA Kędzierzyn-Koźle |
| Marcin Wika      | 2018 – 2019             | bez klubu                          |
| Miłosz Zniszczoł | 2014 – 2019             | GKS Katowice                       |

## Drużyna

### Sztab
| Pierwszy trener | Paolo Montagnani (do 23.01.2020) Daniel Castellani (od 29.01.2020) |
| Drugi trener    | Marcin Mierzejewski                                                |
| Fizjoterapeuta  | Piotr Deptuła                                                      |
| Lekarz          | Wojciech Remiszewski                                               |
| Statystyk       | Mateusz Nykiel                                                     |

### Zawodnicy
| Nr | Imię i nazwisko    | Data ur.   | Wzrost | Pozycja      |
| -- | ------------------ | ---------- | ------ | ------------ |
| 1  | Tomasz Kowalski    | 12.06.1991 | 192    | rozgrywający |
| 2  | Jan Hadrava        | 03.06.1991 | 199    | atakujący    |
| 3  | Michał Żurek       | 03.06.1988 | 182    | libero       |
| 6  | Robbert Andringa   | 28.04.1990 | 192    | przyjmujący  |
| 7  | Michał Kozłowski   | 14.04.2001 | 203    | środkowy     |
| 9  | Paweł Pietraszko   | 05.10.1990 | 201    | środkowy     |
| 10 | Remigiusz Kapica   | 28.09.2000 | 200    | atakujący    |
| 12 | Paweł Woicki       | 29.06.1983 | 183    | rozgrywający |
| 13 | Wiktor Janiszewski | 01.03.2002 | 194    | przyjmujący  |
| 15 | Mateusz Mika       | 21.01.1991 | 207    | przyjmujący  |
| 16 | Mateusz Poręba     | 24.08.1999 | 202    | środkowy     |
| 17 | Jakub Zabłocki     | 10.04.1995 | 189    | libero       |
| 18 | Dawid Sokołowski   | 06.10.2000 | 192    | przyjmujący  |
| 21 | Wojciech Żaliński  | 08.01.1988 | 195    | przyjmujący  |
| 66 | Mohammad Musawi    | 22.08.1987 | 203    | środkowy     |

## Mecze w PlusLidze

### Faza zasadnicza
| 26.10.2019 | Indykpol AZS Olsztyn | 3:2 (22:25, 25:17, 25:15, 15:25, 15:13) | Cerrad Enea Czarni Radom | Hala Urania, Olsztyn                                                                                           |  |
| 14:45      | Wyjściowe ustawienie: Jan Hadrava 26 pkt Mohammad Musawi 15 pkt Wojciech Żaliński 12 pkt Mateusz Poręba 11 pkt Robbert Andringa 5 pkt Paweł Woicki 0 pkt Michał Żurek (L) Zmiany: Dawid Sokołowski 1 pkt Tomasz Kowalski 0 pkt Remigiusz Kapica 0 pkt | statystyki                              | Wyjściowe ustawienie: 21 pkt Karol Butryn 16 pkt Wojciech Włodarczyk 15 pkt Atanasis Protopsaltis 8 pkt Alen Pajenk 3 pkt Bartłomiej Grzechnik 3 pkt Dejan Vinčić (L) Mateusz Masłowski Zmiany: 5 pkt Michał Ostrowski 1 pkt Michał Filip 0 pkt Michał Kędzierski 0 pkt Bartosz Firszt (L) Michał Ruciak | Sędzia I: Wojciech Maroszek Sędzia II: Marek Lagierski Komisarz: Andrzej Skorupa Widzów: 2292 MVP: Jan Hadrava |  |

| 30.10.2019 | Aluron Virtu CMC Zawiercie | 3:1 (25:16, 24:26, 25:21, 25:23) | Indykpol AZS Olsztyn | Hala OSiR II, Zawiercie                                                                                                 |  |
| 20:30      | Wyjściowe ustawienie: Mateusz Malinowski 22 pkt Marcin Waliński 18 pkt Alexandre Ferreira 16 pkt Marcin Kania 7 pkt Łukasz Swodczyk 6 pkt Michal Masný 1 pkt Taichirō Koga (L) Zmiany: Arshdeep Dosanjh 0 pkt Bartosz Gawryszewski 0 pkt Nikołaj Penczew 0 pkt | statystyki                       | Wyjściowe ustawienie: 19 pkt Jan Hadrava 18 pkt Wojciech Żaliński 14 pkt Mohammad Musawi 10 pkt Robbert Andringa 2 pkt Mateusz Poręba 0 pkt Paweł Woicki (L) Michał Żurek Zmiany: 2 pkt Paweł Pietraszko 0 pkt Tomasz Kowalski 0 pkt Remigiusz Kapica 0 pkt Mateusz Mika | Sędzia I: Sławomir Gołąbek Sędzia II: Waldemar Kobienia Komisarz: Marek Kwieciński Widzów: 1500 MVP: Alexandre Ferreira |  |

| 02.11.2019 | Asseco Resovia Rzeszów | 1:3 (20:25, 20:25, 25:21, 19:25) | Indykpol AZS Olsztyn | Hala Podpromie, Rzeszów                                                                                 |  |
| 14:45      | Wyjściowe ustawienie: Zbigniew Bartman 16 pkt Grzegorz Kosok 12 pkt Bartłomiej Krulicki 6 pkt Nicholas Hoag 6 pkt Kawika Shoji 4 pkt Nicolas Maréchal 2 pkt Bartosz Mariański (L) Zmiany: Rafał Buszek 9 pkt Marcin Komenda 2 pkt Marcin Możdżonek 1 pkt Damian Schulz 0 pkt Luke Perry (L) | statystyki                       | Wyjściowe ustawienie: 24 pkt Jan Hadrava 20 pkt Wojciech Żaliński 12 pkt Mateusz Poręba 8 pkt Mohammad Musawi 7 pkt Robbert Andringa 1 pkt Paweł Woicki (L) Michał Żurek Zmiany: 0 pkt Tomasz Kowalski | Sędzia I: Bogumił Sikora Sędzia II: Piotr Król Komisarz: Andrzej Urbański Widzów: 3607 MVP: Jan Hadrava |  |

| 08.11.2019 | Indykpol AZS Olsztyn | 3:2 (25:20, 25:22, 18:25, 20:25, 15:09) | GKS Katowice | Hala Urania, Olsztyn |  |
| 20:30      | Wyjściowe ustawienie: Jan Hadrava 20 pkt Wojciech Żaliński 18 pkt Robbert Andringa 12 pkt Mateusz Poręba 11 pkt Mohammad Musawi 9 pkt Paweł Woicki 1 pkt Michał Żurek (L) Zmiany: Remigiusz Kapica 4 pkt Mateusz Mika 1 pkt Tomasz Kowalski 0 pkt Dawid Sokołowski 0 pkt | statystyki                              | Wyjściowe ustawienie: 17 pkt Rafał Szymura 15 pkt Miłosz Zniszczoł 11 pkt Jakub Jarosz 7 pkt Adrian Buchowski 4 pkt Jan Nowakowski 4 pkt Jan Firlej (L) Dustin Watten Zmiany: 11 pkt Kamil Kwasowski 3 pkt Wiktor Musiał 2 pkt Emanuel Kohút 0 pkt Maciej Fijałek | Sędzia I: Paweł Ignatowicz Sędzia II: Waldemar Kobienia Komisarz: Andrzej Wołkowycki Widzów: 2186 MVP: Robbert Andringa |  |

| 12.11.2019 | Jastrzębski Węgiel | 0:3 (21:25, 24:26, 29:31) | Indykpol AZS Olsztyn | Hala widowiskowo-sportowa, Jastrzębie-Zdrój                                                                    |  |
| 17:30      | Wyjściowe ustawienie: Dominik Depowski 13 pkt Graham Vigrass 9 pkt Dawid Konarski 6 pkt Tomasz Fornal 6 pkt Lukas Kampa 3 pkt Jurij Hładyr 3 pkt Jakub Popiwczak (L) Zmiany: Jakub Bucki 6 pkt Christian Fromm 3 pkt Raphael Margarido 1 pkt Piotr Hain 1 pkt Paweł Rusek 0 pkt Michał Szalacha 0 pkt | statystyki                | Wyjściowe ustawienie: 19 pkt Jan Hadrava 17 pkt Wojciech Żaliński 6 pkt Mohammad Musawi 5 pkt Robbert Andringa 5 pkt Mateusz Poręba 2 pkt Paweł Woicki (L) Michał Żurek Zmiany: 0 pkt Tomasz Kowalski 0 pkt Remigiusz Kapica | Sędzia I: Tomasz Janik Sędzia II: Marcin Herbik Komisarz: Marek Kwieciński Widzów: 1800 MVP: Wojciech Żaliński |  |

| 17.11.2019 | Trefl Gdańsk | 1:3 (27:29, 26:24, 26:28, 17:25) | Indykpol AZS Olsztyn | Ergo Arena, Gdańsk                                                                                             |  |
| 14:45      | Wyjściowe ustawienie: Bartosz Filipiak 23 pkt Bartłomiej Mordyl 13 pkt Paweł Halaba 10 pkt Ruben Schott 8 pkt Pablo Crer 8 pkt Marcin Janusz 2 pkt Fabian Majcherski (L) Zmiany: Kewin Sasak 3 pkt Szymon Jakubiszak 2 pkt Łukasz Kozub 0 pkt Karol Urbanowicz 0 pkt Wojciech Grzyb 0 pkt | statystyki                       | Wyjściowe ustawienie: 25 pkt Jan Hadrava 19 pkt Wojciech Żaliński 16 pkt Mohammad Musawi 6 pkt Mateusz Poręba 1 pkt Robbert Andringa 0 pkt Paweł Woicki (L) Michał Żurek Zmiany: 7 pkt Paweł Pietraszko 7 pkt Mateusz Mika 0 pkt Tomasz Kowalski 0 pkt Remigiusz Kapica | Sędzia I: Zbigniew Wolski Sędzia II: Agnieszka Michlic Komisarz: Robert Grzanka Widzów: 4100 MVP: Paweł Woicki |  |

| 23.11.2019 | Ślepsk Malow Suwałki | 3:1 (25:20, 25:19, 23:25, 27:25) | Indykpol AZS Olsztyn | Suwałki Arena, Suwałki                                                                                                 |  |
| 14:45      | Wyjściowe ustawienie: Nicolas Szerszeń 16 pkt Andreas Takvam 14 pkt Bartłomiej Bołądź 11 pkt Jakub Rohnka 9 pkt Łukasz Rudzewicz 7 pkt Josua Tuaniga 4 pkt Paweł Filipowicz (L) Adrian Stańczak (L) Zmiany: Patryk Szwaradzki 6 pkt Wojciech Siek 0 pkt Kevin Klinkenberg 0 pkt Kacper Gonciarz 0 pkt | statystyki                       | Wyjściowe ustawienie: 12 pkt Jan Hadrava 11 pkt Mohammad Musawi 9 pkt Wojciech Żaliński 7 pkt Robbert Andringa 7 pkt Paweł Pietraszko 1 pkt Paweł Woicki (L) Michał Żurek (L) Jakub Zabłocki Zmiany: 17 pkt Mateusz Mika 10 pkt Remigiusz Kapica 0 pkt Tomasz Kowalski | Sędzia I: Paweł Ignatowicz Sędzia II: Waldemar Kobienia Komisarz: Witold Murczkiewicz Widzów: 2241 MVP: Andreas Takvam |  |

| 27.11.2019 | Indykpol AZS Olsztyn | 3:1 (29:31, 25:16, 25:20, 25:15) | Cuprum Lubin | Hala Urania, Olsztyn                                                                                             |  |
| 18:00      | Wyjściowe ustawienie: Jan Hadrava 21 pkt Wojciech Żaliński 19 pkt Mateusz Mika 15 pkt Mohammad Musawi 14 pkt Paweł Woicki 5 pkt Mateusz Poręba 5 pkt Michał Żurek (L) Zmiany: Tomasz Kowalski 0 pkt Robbert Andringa 0 pkt Paweł Pietraszko 0 pkt Remigiusz Kapica 0 pkt | statystyki                       | Wyjściowe ustawienie: 21 pkt Jakub Ziobrowski 9 pkt Bartłomiej Lipiński 8 pkt Robinson Dvoranen 6 pkt Przemysław Smoliński 5 pkt Maksim Marozau 2 pkt Miguel Tavares (L) Jędrzej Gruszczyński Zmiany: 4 pkt Kamil Maruszczyk 2 pkt Filip Biegun 1 pkt Maciej Gorzkiewicz 0 pkt Bartłomiej Zawalski (L) Bartosz Makoś | Sędzia I: Tomasz Flis Sędzia II: Sławomir Gołąbek Komisarz: Monika Gorszyniecka Widzów: 1978 MVP: Mateusz Poręba |  |

| 02.12.2019 | BKS Visła Bydgoszcz | 2:3 (25:22, 18:25, 20:25, 27:25, 08:15) | Indykpol AZS Olsztyn | Hala Łuczniczka, Bydgoszcz                                                                                           |  |
| 17:30      | Wyjściowe ustawienie: Jakub Urbanowicz 23 pkt Toncek Stern 16 pkt Tomasz Kalembka 13 pkt Jakub Peszko 11 pkt Janusz Gałązka 2 pkt Piotr Lipiński 2 pkt Tomasz Bonisławski (L) Zmiany: Dawid Woch 2 pkt Paweł Gryc 1 pkt Radosław Gil 1 pkt Gonzalo Quiroga 0 pkt | statystyki                              | Wyjściowe ustawienie: 26 pkt Jan Hadrava 20 pkt Wojciech Żaliński 14 pkt Mohammad Musawi 10 pkt Mateusz Mika 8 pkt Paweł Pietraszko 2 pkt Paweł Woicki (L) Michał Żurek Zmiany: 2 pkt Robbert Andringa 0 pkt Tomasz Kowalski | Sędzia I: Wojciech Maroszek Sędzia II: Bogumił Sikora Komisarz: Witold Murczkiewicz Widzów: 475 MVP: Mohammad Musawi |  |

| 07.12.2019 | Indykpol AZS Olsztyn | 2:3 (25:23, 22:25, 25:15, 21:25, 13:15) | MKS Będzin | Hala Urania, Olsztyn                                                                                                  |  |
| 17:30      | Wyjściowe ustawienie: Jan Hadrava 17 pkt Wojciech Żaliński 15 pkt Robbert Andringa 13 pkt Mohammad Musawi 11 pkt Paweł Pietraszko 2 pkt Paweł Woicki 1 pkt Michał Żurek (L) Zmiany: Remigiusz Kapica 8 pkt Mateusz Poręba 6 pkt Mateusz Mika 2 pkt Tomasz Kowalski 0 pkt | statystyki                              | Wyjściowe ustawienie: 18 pkt Rafał Sobański 15 pkt Purya Fayazi 11 pkt Dawid Gunia 10 pkt Dawid Dryja 7 pkt Michał Superlak 0 pkt Konrad Buczek (L) Michał Potera Zmiany: 13 pkt Rafał Faryna 2 pkt David Sossenheimer 1 pkt Grzegorz Pająk 0 pkt Artur Ratajczak 0 pkt Jan Fornal 0 pkt Bartosz Schmidt | Sędzia I: Piotr Skowroński Sędzia II: Agnieszka Michlic Komisarz: Andrzej Wołkowycki Widzów: 2259 MVP: Rafał Sobański |  |

| 14.12.2019 | Grupa Azoty ZAKSA Kędzierzyn-Koźle | 3:1 (25:21, 25:14, 23:25, 25:14) | Indykpol AZS Olsztyn | Hala Azoty, Kędzierzyn-Koźle                                                                                     |  |
| 17:30      | Wyjściowe ustawienie: Kamil Semeniuk 18 pkt Łukasz Wiśniewski 15 pkt Arpad Baróti 14 pkt Aleksander Śliwka 12 pkt David Smith 4 pkt Benjamin Toniutti 2 pkt Paweł Zatorski (L) Zmiany: Adam Smolarczyk 3 pkt Sebastian Warda 1 pkt Przemysław Stępień 0 pkt Korneliusz Banach (L) | statystyki                       | Wyjściowe ustawienie: 13 pkt Jan Hadrava 13 pkt Robbert Andringa 6 pkt Mohammad Musawi 5 pkt Mateusz Mika 0 pkt Paweł Woicki 0 pkt Mateusz Poręba (L) Michał Żurek Zmiany: 6 pkt Paweł Pietraszko 4 pkt Wojciech Żaliński 3 pkt Remigiusz Kapica 0 pkt Tomasz Kowalski 0 pkt Dawid Sokołowski (L) Jakub Zabłocki | Sędzia I: Szymon Pindral Sędzia II: Paweł Burkiewicz Komisarz: Marek Kwieciński Widzów: 1200 MVP: Kamil Semeniuk |  |

| 18.12.2019 | Indykpol AZS Olsztyn | 0:3 (18:25, 22:25, 20:25) | PGE Skra Bełchatów | Hala Urania, Olsztyn                                                                                             |  |
| 20:30      | Wyjściowe ustawienie: Remigiusz Kapica 18 pkt Robbert Andringa 7 pkt Wojciech Żaliński 5 pkt Mohammad Musawi 3 pkt Mateusz Poręba 1 pkt Paweł Woicki 0 pkt Michał Żurek (L) Zmiany: Paweł Pietraszko 7 pkt Mateusz Mika 3 pkt Dawid Sokołowski 0 pkt | statystyki                | Wyjściowe ustawienie: 15 pkt Dušan Petković 13 pkt Karol Kłos 13 pkt Jakub Kochanowski 13 pkt Milad Ebadipur 9 pkt Artur Szalpuk 0 pkt Grzegorz Łomacz (L) Robert Milczarek | Sędzia I: Marcin Weiner Sędzia II: Marek Budzik Komisarz: Bogusław Pachniewicz Widzów: 2399 MVP: Grzegorz Łomacz |  |

| 21.12.2019 | Indykpol AZS Olsztyn | 1:3 (21:25, 17:25, 25:21, 21:25) | Verva Warszawa Orlen Paliwa | Hala Urania, Olsztyn                                                                                      |  |
| 20:30      | Wyjściowe ustawienie: Wojciech Żaliński 22 pkt Mohammad Musawi 12 pkt Remigiusz Kapica 7 pkt Robbert Andringa 6 pkt Paweł Woicki 1 pkt Paweł Pietraszko 0 pkt Michał Żurek (L) Zmiany: Mateusz Mika 12 pkt Mateusz Poręba 3 pkt Tomasz Kowalski 0 pkt Dawid Sokołowski 0 pkt | statystyki                       | Wyjściowe ustawienie: 19 pkt Artur Udrys 14 pkt Kévin Tillie 13 pkt Bartosz Kwolek 10 pkt Patryk Niemiec 5 pkt Andrzej Wrona 4 pkt Antoine Brizard (L) Damian Wojtaszek Zmiany: 0 pkt Jakub Kowalczyk 0 pkt Jan Król | Sędzia I: Jacek Litwin Sędzia II: Maciej Kolendowski Komisarz: Janusz Kapka Widzów: 2242 MVP: Artur Udrys |  |

| 17.01.2020 | Indykpol AZS Olsztyn | 1:3 (25:23, 23:25, 21:25, 21:25) | Aluron Virtu CMC Zawiercie | Hala Urania, Olsztyn                                                                                         |  |
| 20:30      | Wyjściowe ustawienie: Mateusz Mika 18 pkt Remigiusz Kapica 14 pkt Mohammad Musawi 12 pkt Mateusz Poręba 8 pkt Wojciech Żaliński 5 pkt Paweł Woicki 0 pkt Michał Żurek (L) Zmiany: Robbert Andringa 9 pkt Tomasz Kowalski 0 pkt Paweł Pietraszko 0 pkt Dawid Sokołowski 0 pkt | statystyki                       | Wyjściowe ustawienie: 25 pkt Grzegorz Bociek 15 pkt Alexandre Ferreira 14 pkt Nikołaj Penczew 8 pkt Patryk Czarnowski 6 pkt Bartosz Gawryszewski 3 pkt Michal Masný (L) Krzysztof Andrzejewski (L) Taichirō Koga Zmiany: 1 pkt Arshdeep Dosanjh 1 pkt Mateusz Malinowski 0 pkt Marcin Waliński | Sędzia I: Tomasz Janik Sędzia II: Maciej Twardowski Komisarz: Marek Brandt Widzów: 1927 MVP: Grzegorz Bociek |  |

| 22.01.2020 | Indykpol AZS Olsztyn | 1:3 (16:25, 25:19, 23:25, 21:25) | Asseco Resovia Rzeszów | Hala Urania, Olsztyn                                                                                           |  |
| 17:30      | Wyjściowe ustawienie: Wojciech Żaliński 29 pkt Mohammad Musawi 13 pkt Robbert Andringa 8 pkt Mateusz Mika 5 pkt Mateusz Poręba 3 pkt Paweł Woicki 1 pkt Michał Żurek (L) Zmiany: Dawid Sokołowski 1 pkt Tomasz Kowalski 0 pkt Paweł Pietraszko 0 pkt | statystyki                       | Wyjściowe ustawienie: 22 pkt Zbigniew Bartman 16 pkt Nicholas Hoag 15 pkt Nicolas Maréchal 7 pkt Bartłomiej Lemański 6 pkt Bartłomiej Krulicki 1 pkt Kawika Shoji (L) Bartosz Mariański Zmiany: 1 pkt Marcin Komenda 1 pkt Tomas Rousseaux 0 pkt Grzegorz Kosok (L) Luke Perry | Sędzia I: Marek Budzik Sędzia II: Marek Lagierski Komisarz: Bogusław Kawiak Widzów: 2169 MVP: Zbigniew Bartman |  |

| 25.01.2020 | GKS Katowice | 3:2 (22:25, 28:26, 25:17, 23:25, 15:12) | Indykpol AZS Olsztyn | Hala Szopienice, Katowice                                                                                    |  |
| 20:30      | Wyjściowe ustawienie: Wiktor Musiał 21 pkt Kamil Kwasowski 18 pkt Rafał Szymura 17 pkt Miłosz Zniszczoł 15 pkt Jan Nowakowski 14 pkt Jan Firlej 1 pkt Dustin Watten (L) Zmiany: Jakub Jarosz 2 pkt Adrian Buchowski 2 pkt Jakub Szymański 0 pkt Maciej Fijałek 0 pkt Szymon Gregorowicz (L) | statystyki                              | Wyjściowe ustawienie: 24 pkt Wojciech Żaliński 15 pkt Mateusz Mika 13 pkt Mohammad Musawi 10 pkt Robbert Andringa 9 pkt Mateusz Poręba 3 pkt Paweł Woicki (L) Michał Żurek Zmiany: 0 pkt Tomasz Kowalski 0 pkt Dawid Sokołowski | Sędzia I: Maciej Twardowski Sędzia II: Marcin Herbik Komisarz: Robert Malicki Widzów: 450 MVP: Rafał Szymura |  |

| 31.01.2020 | Indykpol AZS Olsztyn | 0:3 (19:25, 18:25, 20:25) | Trefl Gdańsk | Hala Urania, Olsztyn                                                                                              |  |
| 17:30      | Wyjściowe ustawienie: Wojciech Żaliński 15 pkt Mateusz Mika 10 pkt Robbert Andringa 9 pkt Mohammad Musawi 5 pkt Mateusz Poręba 2 pkt Paweł Woicki 0 pkt Michał Żurek (L) | statystyki                | Wyjściowe ustawienie: 14 pkt Paweł Halaba 13 pkt Bartosz Filipiak 11 pkt Ruben Schott 8 pkt Pablo Crer 5 pkt Wojciech Grzyb 4 pkt Marcin Janusz (L) Maciej Olenderek Zmiany: 0 pkt Kewin Sasak 0 pkt Mateusz Janikowski (L) Fabian Majcherski | Sędzia I: Szymon Pindral Sędzia II: Magdalena Niewiarowska Komisarz: Jerzy Kajzer Widzów: 2217 MVP: Marcin Janusz |  |

| 09.02.2020 | Verva Warszawa Orlen Paliwa | 3:1 (25:21, 25:17, 18:25, 25:18) | Indykpol AZS Olsztyn | Hala Torwar, Warszawa                                                                                           |  |
| 20:30      | Wyjściowe ustawienie: Kévin Tillie 16 pkt Artur Udrys 13 pkt Andrzej Wrona 11 pkt Piotr Nowakowski 10 pkt Bartosz Kwolek 7 pkt Antoine Brizard 3 pkt Damian Wojtaszek (L) Zmiany: Igor Grobelny 6 pkt Jan Król 1 pkt Michał Kozłowski 1 pkt Jakub Kowalczyk 0 pkt Dominik Jaglarski 0 pkt Jan Kopyść (L) | statystyki                       | Wyjściowe ustawienie: 18 pkt Wojciech Żaliński 15 pkt Robbert Andringa 11 pkt Mateusz Mika 8 pkt Mohammad Musawi 6 pkt Mateusz Poręba 1 pkt Paweł Woicki (L) Michał Żurek Zmiany: 0 pkt Tomasz Kowalski | Sędzia I: Waldemar Kobienia Sędzia II: Sławomir Gołąbek Komisarz: Andrzej Skorupa Widzów: 1710 MVP: Artur Udrys |  |

| 14.02.2020 | Indykpol AZS Olsztyn | 1:3 (32:34, 23:25, 25:23, 17:25) | Ślepsk Malow Suwałki | Hala Urania, Olsztyn                                                                                        |  |
| 20:30      | Wyjściowe ustawienie: Jan Hadrava 21 pkt Wojciech Żaliński 15 pkt Robbert Andringa 13 pkt Mohammad Musawi 11 pkt Mateusz Poręba 2 pkt Paweł Woicki 1 pkt Michał Żurek (L) Zmiany: Mateusz Mika 7 pkt Paweł Pietraszko 1 pkt Tomasz Kowalski 0 pkt | statystyki                       | Wyjściowe ustawienie: 25 pkt Bartłomiej Bołądź 20 pkt Nicolas Szerszeń 10 pkt Cezary Sapiński 8 pkt Andreas Takvam 5 pkt Joshua Tuaniga 4 pkt Kévin Klinkenberg (L) Paweł Filipowicz (L) Adrian Stańczak Zmiany: 2 pkt Jakub Rohnka 0 pkt Patryk Szwaradzki 0 pkt Wojciech Siek 0 pkt Łukasz Rudzewicz | Sędzia I: Piotr Król Sędzia II: Marcin Weiner Komisarz: Grzegorz Szewczyk Widzów: 2000 MVP: Cezary Sapiński |  |

| 21.02.2020 | Cuprum Lubin | 0:3 (19:25, 23:25, 23:25) | Indykpol AZS Olsztyn | Hala RCS, Lubin |  |
| 20:30      | Wyjściowe ustawienie: Damian Domagała 14 pkt Robinson Dvoranen 8 pkt Bartłomiej Lipiński 6 pkt Przemysław Smoliński 5 pkt Mateusz Sacharewicz 3 pkt Miguel Tavares 1 pkt Jędrzej Gruszczyński (L) Zmiany: Kamil Maruszczyk 4 pkt Jakub Ziobrowski 3 pkt Bartłomiej Zawalski 2 pkt Maciej Gorzkiewicz 0 pkt Maksim Marozau 0 pkt | statystyki                | Wyjściowe ustawienie: 17 pkt Wojciech Żaliński 10 pkt Jan Hadrava 10 pkt Mohammad Musawi 9 pkt Robbert Andringa 6 pkt Mateusz Poręba 0 pkt Paweł Woicki (L) Michał Żurek Zmiany: 0 pkt Tomasz Kowalski | Sędzia I: Maciej Maciejewski Sędzia II: Jarosław Makowski Komisarz: Albert Semeniuk Widzów: 1074 MVP: Paweł Woicki |  |

| 27.02.2020 | Indykpol AZS Olsztyn | 3:0 (25:13, 25:14, 25:17) | BKS Visła Bydgoszcz | Hala Urania, Olsztyn                                                                                              |  |
| 17:30      | Wyjściowe ustawienie: Wojciech Żaliński 17 pkt Mateusz Poręba 13 pkt Mohammad Musawi 11 pkt Jan Hadrava 8 pkt Robbert Andringa 6 pkt Paweł Woicki 5 pkt Michał Żurek (L) Zmiany: Tomasz Kowalski 0 pkt | statystyki                | Wyjściowe ustawienie: 10 pkt Michał Filip 8 pkt Dawid Siwczyk 4 pkt Jakub Peszko 3 pkt Janusz Gałązka 0 pkt Jakub Urbanowicz 0 pkt Michal Masný (L) Kamil Szymura Zmiany: 6 pkt Gonzalo Quiroga 1 pkt Paweł Cieślik 0 pkt Paweł Gryc 0 pkt Radosław Gil (L) Tomasz Bonisławski | Sędzia I: Maciej Twardowski Sędzia II: Szymon Pindral Komisarz: Marek Kwieciński Widzów: 1900 MVP: Mateusz Poręba |  |

| 03.03.2020 | MKS Będzin | 2:3 (17:25, 25:21, 25:20, 21:25, 11:15) | Indykpol AZS Olsztyn | Hala widowiskowo-sportowa, Sosnowiec                                                                                |  |
| 20:30      | Wyjściowe ustawienie: Rafał Sobański 18 pkt Dawid Gunia 7 pkt David Sossenheimer 5 pkt Dawid Dryja 3 pkt Grzegorz Pająk 3 pkt Rafał Faryna 2 pkt Michał Potera (L) Zmiany: Michał Superlak 15 pkt Jan Fornal 11 pkt Bartosz Schmidt 3 pkt Konrad Buczek 0 pkt | statystyki                              | Wyjściowe ustawienie: 24 pkt Jan Hadrava 16 pkt Mohammad Musawi 12 pkt Robbert Andringa 11 pkt Mateusz Poręba 4 pkt Wojciech Żaliński 0 pkt Paweł Woicki (L) Michał Żurek Zmiany: 8 pkt Mateusz Mika 0 pkt Paweł Pietraszko | Sędzia I: Maciej Kolendowski Sędzia II: Jacek Litwin Komisarz: Sebastian Michalak Widzów: 1028 MVP: Mohammad Musawi |  |

| 07.03.2020 | Indykpol AZS Olsztyn | 1:3 (19:25, 23:25, 27:25, 17:25) | Grupa Azoty ZAKSA Kędzierzyn-Koźle | Hala Urania, Olsztyn |  |
| 20:30      | Wyjściowe ustawienie: Robbert Andringa 12 pkt Mohammad Musawi 12 pkt Mateusz Mika 8 pkt Jan Hadrava 4 pkt Mateusz Poręba 3 pkt Paweł Woicki 0 pkt Michał Żurek (L) Zmiany: Wojciech Żaliński 20 pkt Tomasz Kowalski 0 pkt Dawid Sokołowski 0 pkt | statystyki                       | Wyjściowe ustawienie: 17 pkt Piotr Łukasik 15 pkt Árpád Baróti 8 pkt Krzysztof Rejno 7 pkt Simone Parodi 6 pkt Łukasz Wiśniewski 1 pkt Benjamin Toniutti (L) Paweł Zatorski Zmiany: 6 pkt Kamil Semeniuk 5 pkt Aleksander Śliwka 2 pkt Sebastian Warda 1 pkt Przemysław Stępień 0 pkt Filip Grygiel (L) Korneliusz Banach | Sędzia I: Magdalena Niewiarowska Sędzia II: Maciej Twardowski Komisarz: Bogusław Pachniewicz Widzów: 2257 MVP: Benjamin Toniutti |  |

| 11.03.2020 | Cerrad Enea Czarni Radom | 1:3 (24:26, 25:20, 20:25, 23:25) | Indykpol AZS Olsztyn | Hala MOSiR, Radom                                                                                    |  |
| 17:30      | Wyjściowe ustawienie: Karol Butryn 24 pkt Alen Pajenk 12 pkt Brenden Sander 10 pkt Michał Ostrowski 9 pkt Michał Kędzierski 1 pkt Wojciech Włodarczyk 0 pkt Michał Ruciak (L) Mateusz Masłowski (L) Zmiany: Atanasis Protopsaltis 5 pkt Bartosz Firszt 1 pkt | statystyki                       | Wyjściowe ustawienie: 18 pkt Jan Hadrava 14 pkt Robbert Andringa 9 pkt Wojciech Żaliński 8 pkt Mohammad Musawi 7 pkt Mateusz Poręba 2 pkt Paweł Woicki (L) Michał Żurek Zmiany: 5 pkt Mateusz Mika 0 pkt Paweł Pietraszko | Sędzia I: Mariusz Gadzina Sędzia II: Tomasz Flis Komisarz: Paweł Kuciński Widzów: ? MVP: Jan Hadrava |  |

## Mecze w Pucharze Polski

### Ćwierćfinał
| 14.01.2020 | PGE Skra Bełchatów | 3:1 (25:20, 18:25, 25:20, 25:16) | Indykpol AZS Olsztyn | Hala Energia, Warszawa                                                       |  |
| 20:30      | Wyjściowe ustawienie: Mariusz Wlazły 16 pkt Artur Szalpuk 16 pkt Karol Kłos 13 pkt Milan Katić 11 pkt Jakub Kochanowski 10 pkt Grzegorz Łomacz 2 pkt Kacper Piechocki (L) Zmiany: Dušan Petković 0 pkt | statystyki                       | Wyjściowe ustawienie: 16 pkt Remigiusz Kapica 14 pkt Mateusz Mika 13 pkt Mateusz Poręba 8 pkt Robbert Andringa 8 pkt Mohammad Musawi 3 pkt Paweł Woicki (L) Michał Żurek Zmiany: 1 pkt Dawid Sokołowski 0 pkt Tomasz Kowalski 0 pkt Paweł Pietraszko | Sędzia I: Marcin Herbik Sędzia II: Tomasz Janik Widzów: 1673 MVP: Karol Kłos |  |